# Galerella flavescens
Espèce
Statut de conservation UICN

 LC  : Préoccupation mineure
Galerella flavescens est une espèce de mangoustes, mammifères de la famille des herpestidés, qui se rencontre dans le sud-ouest de l'Angola et le nord de la Namibie.

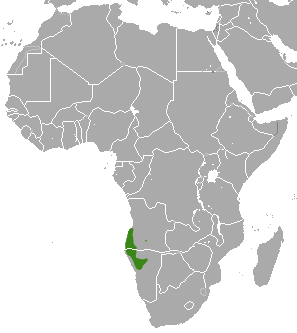
Sa répartition